# Faridabad
Faridabad (en hindi: फरीदाबाद, Pharīdābād) es la ciudad más grande en el estado indio de Haryana.
La ciudad está situada a 25 km al sur de Delhi, a los 28 ° 25, 16" de latitud norte y 77 ° 18 '28 de longitud este, y tiene 1.220.229 habitantes (censo de enero de 2004).
Faridabad es una ciudad industrial en la que se producen entre otras cosas, frigoríficos, zapatos, motocicletas, accesorios de automóviles y tractores.
La ciudad fue fundada en 1607 por el jeque Farid, el tesorero de Jahangir, para proteger la carretera que pasaba por la zona. En ese momento se construyeron un tanque de agua y una mezquita, que hoy no son más que ruinas.
En Faridabad, existe también una aldea infantil SOS.
- Datos: Q200663
- Multimedia: Faridabad / Q200663